# Yahoo! 360°
Yahoo! 360° era un servizio di rete sociale e portale di comunicazione personale lanciato da Yahoo! nel 2005. Permetteva agli utenti di creare siti web personali, condividere foto da Yahoo! Photos, gestire blog ed elenchi, creare e condividere un profilo pubblico e vedere quali amici sono attualmente in linea. In 360° era inoltre disponibile una sezione chiamata "aggiornamenti degli amici", in base al quale era riassunto l'ultimo aggiornamento di ogni amico (ad esempio, post dei blog, elenchi aggiornati, o nuove foto condivise). Questo servizio non è mai stato ufficialmente lanciato; Yahoo! ha arrestato prematuramente lo sviluppo di questo servizio nel 2008.
Yahoo! 360° Plus Vietnam era un servizio simile che fu lanciato nel 2008. Il servizio era disponibile in Vietnam fino al giugno 2012, quando fu sostituito da Yahoo! Blog. Infine, Yahoo! Blog Vietnam fu ufficialmente chiuso il 17 gennaio 2013.